# ویروس بی‌کی
ویروس بی‌کِـی (نام علمی: BK polyomavirus) نام یک گونه از تیره پولیوماویریده است.
عفونت با این ویروس فراگیر و شایع است، اما عواقب مهمی جز در ضعف دستگاه ایمنی یا آنهایی که سیستم ایمنی تضعیف‌شده دارند، ایجاد نمی‌کند. بی‌کی مخفف نام و نام‌خانوادگی نخستین بیماری است که این ویروس برای نخستین بار در سال ۱۹۷۱ در بدنش کشف شد (بیمار در آن هنگام، ۲۹ سال سن داشت).